# Aurel Ballo
Aurel Ballo (grafie alternative: Aurél Ballo o Aurél Balló; Liptovský Mikuláš, 1871 – Prešov, 27 giugno 1940) è stato un pittore slovacco.

## Biografia
Era fratellastro del pittore Eduard Ballo.
Dopo aver frequentato le scuole superiori a Spišská Nová Ves e a Lučenec, studiò pittura a Budapest e per breve tempo a Monaco di Baviera. Nel 1895 si stabilì a Prešov come professore di disegno, ebbe fra i suoi allievi Edita Spannerová. Era interessato alle opere degli antichi maestri e ne fece delle copie. Si dedica principalmente alla pittura figurativa.